# Eustomias jimcraddocki
Eustomias jimcraddocki is een straalvinnige vissensoort uit de familie van Stomiidae. De wetenschappelijke naam van de soort is voor het eerst geldig gepubliceerd in 2004 door Sutton & Hartel.